# Mroczny Hongkong
Mroczny Hongkong (tytuł oryg. Daai deoi bou) – hongkoński dreszczowiec w reżyserii Roy Chow, którego premiera odbyła się 15 marca 2012 roku.

## Obsada
Źródło: Filmweb

- Simon Yam – George Lam
- Nick Cheung – Yuen-yeung Wong
- Michael Wong – Han Tsui
- Shawn Dou
- Janice Man – Zoe Tsui
- Kay Tse
- Candice Yu – pani Tsui

## Nagrody i nominacje
Źródło: Internet Movie Database
| Rok  | Miejsce                               | Nagroda                | Kategoria          | Odbiorcy i nominowani      | Wynik     |
| ---- | ------------------------------------- | ---------------------- | ------------------ | -------------------------- | --------- |
| 2012 | Golden Horse Film Festival and Awards | Golden Horse Award     | Best Sound Effects | Kinson Tsang, Chi-Hung Lai | Wygrana   |
| 2012 | Golden Horse Film Festival and Awards | Golden Horse Award     | Best Actor         | Nick Cheung                | Nominacja |
| 2012 | Golden Horse Film Festival and Awards | Golden Horse Award     | Best Film Editing  | Cheung Ka-fai              | Nominacja |
| 2013 | Hong Kong Film Awards                 | Hong Kong Film Award   | Best New Director  | Roy Chow                   | Wygrana   |
| 2013 | Hong Kong Film Awards                 | Hong Kong Film Award   | Best Actor         | Nick Cheung                | Nominacja |
| 2013 | Chinese Film Media Awards             | China Film Media Award | Best Actor         | Nick Cheung                | Nominacja |